# Colubotelson fontinalis
Colubotelson fontinalis är en kräftdjursart som beskrevs av Nicholls 1944. Colubotelson fontinalis ingår i släktet Colubotelson och familjen Phreatoicidae. Inga underarter finns listade i Catalogue of Life.